# Knaus Tabbert
Knaus Tabbert AG er en tysk producent af autocampere, campingvogne og campingudstyr. De har hovedkvarter i Jandelsbrunn, Bayern og på fire fabrikker producerer de årligt 26.000 vogne. Deres produkter sælges under mærkerne: Knaus, Tabbert, Wilk, Eifelland, Weinsberg, Morelo og T@B. Virksomheden blev rekonstrueret 1. januar 2009 og ejes i dag af nederlandske HTP Investments. De har 3.500 ansatte og en årsomsætning på 850 mio. euro.